# 折伏
この記事では折伏（しゃくぶく、しゃくふく）について解説する。

## 概説
折伏とは、折破摧伏（しゃくはさいぶく）を略した仏教用語であり、悪人・悪法を打ち砕き、迷いを覚まさせること。人をいったん議論などによって破り、自己の誤りを悟らせること。あるいは、悪人や悪法をくじき、屈服させること。
折伏は、「摂受(しょうじゅ)と共に衆生を仏法に導く手段」とも、「摂受と対をなす」とも仏教事典では【摂受折伏】という項目を立てて、摂受および折伏の両方を解説していることが一般的である。ブリタニカ百科事典でも【摂受折伏】という項目を立てている。
『勝鬘経』（しょうまんぎょう）に次のような言及がある。
折伏は日蓮によって重視された。

## 日蓮
日蓮はその著作『開目抄』において、摂受よりも折伏の方が末法時代の日本においては適した布教法であると判定している。
日蓮は、当時の仏教界に互いに矛盾する多くの教えがあり、どれもが釈尊の教えと称していることに疑問を持っていた。釈尊の真の教えを求めて比叡山にて修行を積んだ結果、智顗（天台大師）のいう教相判釈（五時八教説）が正しいものと考え、『法華経』が釈尊の真の教えであるとの結論に達し、五時八教説に依って四箇格言を掲げて折伏を行うようになった。

## 法華宗各派と折伏
しかし、この折伏活動が弾圧される契機になった例も少なくない。世に知られる織田信長の安土宗論もその最たる例であるといわれる。また慶長13年（1608年）には、日蓮宗常楽院の日経が、尾張国（愛知県）で浄土宗を批判したため、訴追されて江戸幕府に召還され、江戸城で浄土宗と問答を行うよう命じられたが、その前夜に暴徒に襲われ負傷した、もしくは病を称して問答に十分応えず、浄土宗の勝利に終わった。
翌年、日経は宗門に勝ったと民衆に偽ったために、耳と鼻を削がれる酷刑に遇った。徳川家康はこれを機に、京都の法華宗に四箇格言の「念仏無間」の文証はないという念書を書かせ提出させた。これにより日蓮法華宗は、折伏という手段を大きく抑制された。なお日蓮宗では、これを『慶長法難』と呼んでいる。
法華宗各派における折伏に対する姿勢については世俗派、穏健派の身延系（日蓮宗など）では折伏・摂受の二門の状況に応じた使い分けを基本姿勢とするのに対し、富士系（日蓮正宗など）では、あくまでも折伏を宗祖の正意としている。
但し日蓮宗も、当初は折伏一辺倒であったとされ、日蓮宗が摂受も行うようになったのは、安土問答の法論で浄土宗に負けてからと見られている。

## 関連文献
- 株橋隆真「法体折伏について(PDF:1764KB)」『桂林学叢』第22巻、法華宗宗務院、2011年3月、85-107頁、2023年3月7日閲覧。
- 早坂鳳城「現代に於ける折伏」『現代宗教研究』第40巻、日蓮宗 現代宗教研究所、2006年3月、243-247頁、2023年3月7日閲覧。